# Vesela Dolîna, Krînîcikî
Vesela Dolîna (în ucraineană Весела Долина) este un sat în comuna Pokrovka din raionul Krînîcikî, regiunea Dnipropetrovsk, Ucraina.

## Demografie
Componența lingvistică a localității Vesela Dolîna
     Ucraineană (86,67%)
     Rusă (11,11%)
     Română (2,22%)
Conform recensământului din 2001, majoritatea populației localității Vesela Dolîna era vorbitoare de ucraineană (86,67%), existând în minoritate și vorbitori de rusă (11,11%) și română (2,22%).